# Takumi Hashimoto
Takumi Hashimoto (橋本 巧 Hashimoto Takumi?), född 15 januari 1989 i Miyagi prefektur, är en japansk fotbollsspelare.
Hashimoto började sin karriär 2011 i Fujieda MYFC. Han spelade 119 ligamatcher för klubben. Han avslutade karriären 2016.